# توم لويس
توم لويس (بالإنجليزية: Tom Lewis (Australian politician))‏ (و. 1922 – 2016 م) هو سياسي من أستراليا . ولد في أديليد . هو عضو الجمعية التشريعية نيو ساوث ويلز (26 أكتوبر 1957–7 سبتمبر 1978)، ويحمل رتبة عسكرية ملازم أول (رتبة عسكرية) .

## الخدمة العسكرية
خدم في جيش أستراليا.

## جوائز وترشيحات
حصل على جوائز منها:
- Centenary Medal (سنة 1 يناير 2001)[4]
- ضابط وسام أستراليا (سنة 26 يناير 2000).[4]

| المناصب السياسية  | المناصب السياسية                                | المناصب السياسية |
| ----------------- | ----------------------------------------------- | ---------------- |
| سبقه Robert Askin | Premier of New South Wales 1975 - 1976          | تبعه Eric Willis |
| سبقه Blake Pelly  | عضو الجمعية التشريعية نيو ساوث ويلز 1957 - 1978 | تبعه Bill Knott  |